# Succession
Succession es una serie de televisión de drama estadounidense creada por Jesse Armstrong, con Will Ferrell y Adam McKay como productores ejecutivos, que se emitió en HBO del 3 de junio de 2018 al 28 de mayo de 2023. La serie se centra en la familia Roy, los propietarios del conglomerado mundial de medios y entretenimiento Waystar RoyCo, y su lucha por el control de la empresa en medio de la incertidumbre sobre la salud del patriarca de la familia.
La serie esta protagonizada por Brian Cox, Jeremy Strong, Kieran Culkin, Sarah Snook, Matthew Macfadyen, Nicholas Braun, Alan Ruck y Hiam Abbass. Peter Friedman, Natalie Gold y Rob Yang también protagonizan, mientras que Dagmara Domińczyk, Arian Moayed, J. Smith-Cameron, Justine Lupe, David Rasche, Fisher Stevens y Alexander Skarsgård aparecieron en papeles recurrentes antes de ser ascendidos al elenco principal.
Succession recibió elogios generalizados de la crítica en las cuatro temporadas por su escritura, actuación, humor, partitura musical, dirección, valores de producción y examen de su tema, y generalmente se considera una de las mejores series de televisión de todos los tiempos.
La serie ha recibido varios premios y nominaciones, incluidos dos premios tanto para el Globo de Oro a la Mejor Serie de Televisión - Drama como para el Primetime Emmy a la Mejor Serie Dramática en 2020 y 2022, así como el Premio de Televisión de la Academia Británica al Mejor Programa Internacional. Tanto Cox como Strong recibieron el Globo de Oro al Mejor Actor - Serie de Televisión Dramática y Snook el Globo de Oro a la mejor actriz de reparto (serie, miniserie o película para televisión), y Strong, Culkin, Macfadyen y Snook recibieron premios Primetime Emmy por sus actuaciones, además de los tres triunfos de Armstrong como mejor guion para una serie dramática.

## Sinopsis
Succession cuenta las tribulaciones de «la familia Roy —Logan Roy y sus cuatro hijos— que controlan uno de los mayores conglomerados de medios audiovisuales y entretenimiento del mundo. La serie rastrea sus vidas mientras contemplan lo que les deparará el futuro una vez que el patriarca de la familia abandone la compañía».

## Elenco y personajes

### Principales
- Brian Cox como Logan Roy: Un poderoso empresario y dueño del conglomerado Waystar RoyCo. Es un líder impetuoso cuyo objetivo principal es su empresa, más que sus hijos.
- Jeremy Strong como Kendall «Ken» Roy: El segundo hijo de Logan, quien es considerado como el principal candidato a suceder a su padre. Lucha por demostrarle su valía a Logan después de batallar contra el abuso de sustancias y fracasar en acuerdos importantes.
- Sarah Snook como Siobhan «Shiv» Roy: La hija menor de Logan, políticamente contraria a él, que comienza a trabajar en la empresa para construir un futuro.
- Kieran Culkin como Romulus «Roman» Roy: El tercer hijo de Logan, inmaduro y propenso a evadir responsabilidades.
- Alan Ruck como Connor Roy: El hijo mayor de Logan y el único de sus hijos que no esta involucrado en sus negocios.
- Matthew Macfadyen como Tom Wambsgans: El novio y luego esposo de Shiv que trabaja como ejecutivo en Waystar. Disfruta de su proximidad al poder, pero el círculo íntimo de la familia lo desprecia con frecuencia.
- Nicholas Braun como Greg Hirsch: El torpe pero oportunista nieto del hermano de Logan, que comienza a trabajar en la empresa con el fin de acercarse a la familia.
- Peter Friedman como Frank Vernon: La mano derecha de Logan que se desempeña como director de operaciones y luego vicepresidente de Waystar RoyCo.
- Hiam Abbass como Marcia «Marcy» Roy (principal en temporadas 1, 2 y 4; recurrente en temp. 3): La tercera y actual esposa de Logan, que mantiene una tensa relación con sus hijos.

### Recurrentes
- Scott Nicholson como Colin, guardaespaldas de confianza de Logan.
- J. Smith-Cameron como Gerri Kellman (recurrente en temp. 1; principal en temp. 2-4): La consejera general de Waystar Royco.
- Rob Yang como Lawrence Yee (principal en temp. 1-2): El fundador del sitio web de medios Vaulter adquirido por Waystar RoyCo, que siente un gran desprecio por la empresa y en especial por Kendall.
- David Rasche como Karl Muller (principal en temp. 3-4; recurrente en temp. 1-2): El jefe financiero ejecutivo de Waystar Royco.
- Arian Moayed como Stewy Hosseini (recurrente en temp. 1 y 3; principal en temp. 2 y 4): Un financiero y amigo de Kendall que se convierte en miembro del grupo directivo de Waystar Royco.
- Natalie Gold como Rava Roy (principal en temporada 1; recurrente en temp. 3-4): La exesposa de Kendall y madre de sus hijos
- Ashley Zukerman como Nate Sofrelli, estratega político y expareja romántica de Shiv.
- Juliana Canfield como Jess Jordan, asistente de Kendall.
- Dagmara Domińczyk como Karolina Novotney (recurrente en temporada 1; principal en temp. 2-4): La jefa de relaciones humanas y miembro del equipo legal de Waystar Royco.
- Justine Lupe como Willa Ferreyra (recurrente en temp. 1-2; principal en temp, 3-4): La joven novia y luego esposa de Connor.
- Peggy J. Scott como Jeane
- Judy Reyes como Eva, miembro del equipo legal de Waystar Royco y productora ejecutiva de ATN, un canal de noticias propiedad de Waystar Royco.
- Eric Bogosian como Gil Eavis, un posible candidato presidencial que Nate presenta a Shiv.
- Cherry Jones como Nan Pierce, dueña del conglomerado de medios PGM.
- Fisher Stevens como Hugo, jefe de prensa de Waystar RoyCo.
- Annabelle Dexter-Jones como Naomi Pierce, prima de Nan Pierce, toxicómana, que mantiene un romance con Kendall.
- Swayam Bhatia como Sophie Roy, hija de Kendall.
- Quentin Morales como Iverson Roy, hijo de Kendall.
- Molly Griggs como Grace, novia de Roman con quien termina después de que ella le dice que disfrutó de The Biggest Turkey in the World, una película que Roman intentó destruir mientras trabajaba en la división de cine de Waystar Royco.
- Larry Pine como Sandy Furness, dueño de un conglomerado de medios rival que trama una toma hostil de Waystar Royco con Kendall.
- Caitlin FitzGerald como Tabitha, una mujer que tuvo un encuentro sexual con Tom en su despedida de soltero y con quien Roman luego sale.
- Mary Birdsong como Marianne, sobrina de Logan y la madre de Greg.
- Jake Choi como Tatsuya
- Eisa Davis como Joyce Miller, ex fiscal general de Nueva York, que luego forma parte del Senado de los Estados Unidos y para quien Shiv sirve como estratega político.
- James Cromwell como Ewan Roy: El hermano distanciado de Logan y abuelo de Greg que reside en Canadá.
- Darius Homayoun como Amir, hijo de Marcy que anuncia en la cena de Acción de Gracias que ha sido contratado para dirigir la división de animación de Waystar Royco en Europa.
- Harriet Walter como Caroline Collingwood
- Jack Gilpin como el Sr. Wambsgans, padre de Tom.
- Kristin Griffith como la Sra. Wambsgans, madre de Tom y una abogada muy respetada en el área de Minneapolis–Saint Paul.
- Alexander Skarsgård como Lukas Matsson (recurrente en temporada 3; principal en temporada 4): Un empresario sueco dueño del streaming GoJo que busca comprar la empresa.

### Invitados
- Mark Blum como Bill («Sad Sack Wasp Trap»), jefe retirado de la división Adventure Parks de Waystar Royco.
- Annika Boras como Anna Newman («Sad Sack Wasp Trap»)
- Darius Homayoun como Amir («I Went to Market»), hijo de Marcia que anuncia en la cena de Acción de Gracias que ha sido contratado para dirigir la división de animación de Waystar Royco en Europa.
- David Patrick Kelly como Paul Chambers («Which Side Are You On?»), miembro de la junta de Waystar Royco que vota en contra de un voto de desconfianza con respecto a Logan.
- Griffin Dunne como el Dr. Alon Parfit («Austerlitz»), terapeuta corporativo contratado para trabajar con la familia Roy mientras Logan intenta rehabilitar su imagen pública.
- Parker Sawyers como Alessandro Daniels
- Holly Hunter como Rhea Jarrell
- Adrien Brody como Josh Aaronson

## Episodios
| Temporada | Temporada | Episodios | Episodios | Emisión original      | Emisión original        |
| Temporada | Temporada | Episodios | Episodios | Primera emisión       | Última emisión          |
| --------- | --------- | --------- | --------- | --------------------- | ----------------------- |
|           | 1         | 10        | 10        | 3 de junio de 2018    | 5 de agosto de 2018     |
|           | 2         | 10        | 10        | 11 de agosto de 2019  | 13 de octubre de 2019   |
|           | 3         | 9         | 9         | 17 de octubre de 2021 | 12 de diciembre de 2021 |
|           | 4         | 10        | 10        | 26 de marzo de 2023   | 28 de mayo de 2023      |

## Producción

### Desarrollo
El showrunner Jesse Armstrong concibió inicialmente la serie como un largometraje sobre la familia Murdoch, pero el guion nunca entró en producción. Armstrong finalmente amplió el alcance de la historia para incluir el paisaje más amplio de Wall Street, que en su opinión se adaptaba mejor a un formato televisivo. Armstrong escribió un nuevo guion centrado en personajes originales inspirados libremente en varias poderosas familias de medios como los Murdoch, los Redstone, los Maxwell y los Sulzberger.  El 6 de junio de 2016, se anunció que HBO había aprobado el episodio piloto, escrito por Jesse Armstrong y dirigido por Adam McKay. Armstrong, McKay, Will Ferrell, Frank Rich, y Kevin Messick fueron nombrados productores ejecutivos. El 16 de mayo de 2017, se anunció que HBO aceptaba el piloto y encargó una primera temporada de diez episodios.En noviembre de 2017, se anunció que Nicholas Britell sería el compositor de la serie. La serie se estrenó el 3 de junio de 2018.
El 11 de junio, se anunció que HBO había renovado la serie para una segunda temporada. El 20 de agosto de 2019, se anunció que se había renovado para una tercera temporada.En junio de 2021, la productora ejecutiva Georgia Pritchett comentó que la serie no pasaría de cinco temporadas y posiblemente terminaría después de la cuarta temporada.  El 26 de octubre de 2021, HBO renovó la serie para una cuarta temporada que se estrenó el 26 de marzo de 2023.  En una entrevista con The New Yorker en febrero de 2023, Armstrong confirmó que la serie concluiría con la cuarta temporada.  Afirmó que si bien la temporada no se propuso inicialmente como la última de la serie, "la decisión de terminar se solidificó a través de la escritura e incluso cuando comenzamos a filmar: le dije al elenco: 'No estoy cien por ciento seguro, pero creo que esto es todo". 

### Elenco
El 6 de octubre de 2016, se anunció que sus principales protagonistas serían Brian Cox, Jeremy Strong, Kieran Culkin, Sarah Snook, Nicholas Braun, y Matthew Macfadyen. El 4 de noviembre de 2016, se anunció que Hiam Abbass, Alan Ruck, Rob Yang, Parker Sawyers, y Peter Friedman también se habían unido al elenco principal.El 24 de enero de 2018, se informó que Ashley Zukerman se había unido a la serie en un papel recurrente.  El 21 de mayo de 2019, Holly Hunter se unió al elenco en un papel recurrente en la segunda temporada.
En enero de 2021, se anunció que Sanaa Lathan, Linda Emond y Jihae se habían unido al elenco de la serie en papeles recurrentes en la tercera temporada.  En febrero de 2021, se informó que Hope Davis fue elegida para un papel recurrente en la tercera temporada.  En marzo de 2021, se informó que Dasha Nekrasova tendría un papel recurrente en la tercera temporada.  En mayo de 2021, Alexander Skarsgård fue elegido para un papel recurrente, mientras que Adrien Brody fue elegido como estrella invitada para la tercera temporada.  En agosto de 2021, se anunció que Ella Rumpf sería la estrella invitada en la tercera temporada.  En enero de 2023, se anunció que Adam Godley, Annabeth Gish, Eili Harboe y Jóhannes Haukur Jóhannesson fueron elegidos para la cuarta temporada.

### Vestuario
Michelle Matland trabajó como diseñadora de vestuario durante las cuatro temporadas, y principalmente vistió a los personajes con variaciones en negro, azul marino y beige y evitó usar colores primarios.  La estética del vestuario de la serie, que utiliza ropa de diseñador con colores neutros y diseños minimalistas sin logotipos, ha sido descrita como "riqueza sigilosa" y "lujo silencioso".

### Rodaje
La serie se filmó principalmente en Manhattan y se rodó en una película de 35 mm.  La serie se distingue por su cinematografía predominantemente portátil, que se inspiró en el movimiento Dogma 95 y pretendía encarnar el estilo de los falsos documentales.  El director de fotografía Patrick Capone caracterizó el trabajo de cámara de la serie como "voyeurista" y "no cinematográfico", confiando en la luz natural, la cobertura cercana y los zooms frecuentes para evocar la sensación de "escuchar a escondidas" a los personajes y sus entornos.  El director Adam McKay filmó el piloto a finales de 2016.  La fotografía principal de la primera temporada de la serie comenzó en octubre de 2017 en la ciudad de Nueva York en lugares que incluyen Lexington Avenue y East 75th Street. Durante la semana del 20 de noviembre de 2017, la producción tuvo lugar en el distrito financiero de Manhattan. En diciembre de 2017, se informó que la serie estaba en producción en el sexto episodio. Desde mediados de enero de 2018 hasta el final del mes, la producción se mudó de Nueva York a Nuevo México. Según los informes, la filmación tuvo lugar en el área de Santa Fe. El 22 de febrero de 2018, tuvo lugar una filmación en New Jersey que requirió el cierre del túnel Atlantic City-Brigantine. El 25 de febrero de 2018, la filmación tuvo lugar en el castillo de Eastnor cerca de Ledbury en Herefordshire, Inglaterra.
La segunda temporada vio un aumento significativo en los cambios de ubicación. Las escenas de apertura del estreno de la temporada se filmaron en locaciones en Islandia,  mientras que la finca de 1960 de Henry Ford II en los Hamptons se usó como la casa de verano de los Roy.  El castillo de Oheka en Huntington, Nueva York, reemplazó al pabellón de caza de los Roy en Hungría para el episodio "Hunting".  El rodaje también tuvo lugar en Long Island, con una mansión que alguna vez perteneció a Junius Spencer Morgan que aparece de manera destacada en el episodio "Tern Haven".  La finca es una de varias en el área utilizadas como lugares de rodaje para la segunda temporada.  De abril a mayo de 2019, la producción reclutó extras para filmar en Lake Placid y Lake George, Nueva York, donde se filmó el episodio "Argestes".  La producción se trasladó a Dundee para el octavo episodio, con filmaciones adicionales en Glasgow y Ayr para el episodio anterior (que tiene lugar en Inglaterra).  A partir del 17 de julio de 2019, el equipo filmó en Korčula, Croacia, para el episodio final de la segunda temporada.
El rodaje de la tercera temporada, que estaba previsto que comenzara en abril de 2020, se pospuso debido a la pandemia de COVID-19.  A principios de noviembre de 2020, la estrella Alan Ruck anunció que el rodaje comenzaría a mediados de noviembre en la ciudad de Nueva York.  La temporada había comenzado a filmarse en Nueva York a partir de diciembre de 2020.  Los lugares de rodaje en la ciudad incluyeron el edificio Woolworth en Tribeca, The Shed en Hudson Yards y varios hoteles, incluido el Marriott Marquis en Times Square y el Plaza Hotel en la Quinta Avenida. La producción también regresó a los Hamptons, en lugares como Montauk y Wainscott.  En mayo, se llevaron a cabo filmaciones adicionales para la temporada 3 en Richmond, Virginia, principalmente en el Hotel Jefferson.  En junio, la producción de la tercera temporada se trasladó a Italia para los dos episodios finales,  con el rodaje llevándose a cabo principalmente en la región de Val d'Orcia en Toscana.
La producción de la cuarta temporada de diez episodios comenzó en la ciudad de Nueva York el 27 de junio de 2022, con Mark Mylod dirigiendo el primer episodio.  En octubre de 2022, se confirmó que el rodaje se realizó en el oeste de Noruega, incluidos lugares como Atlantic Ocean Road, Romsdalen Gondola, Eggen Restaurant y Juvet Landscape Hotel, como parte de una historia que involucra al personaje de Skarsgård.  La serie también se filmó en Los Ángeles y Barbados para la cuarta temporada.

### Marketing
El 18 de enero de 2018, HBO lanzó el primer teaser tráiler de la serie. El 27 de marzo de 2018, se lanzó un segundo teaser tráiler. El 26 de abril de 2018, se lanzó el primer tráiler completo.

### Música
La música de Succession está compuesta por Nicholas Britell. La partitura se considera una combinación de "hip hop y música clásica"  y, junto con el tema principal del título, recibió elogios de la crítica y varios elogios.

## Lanzamiento
El 27 de abril de 2018, la serie tuvo su estreno mundial oficial durante el Festival Series Mania en Lille, Francia, en el que se proyectó el episodio piloto. El 22 de mayo de 2018, la serie tuvo su estreno oficial en Estados Unidos en el Time Warner Center en la ciudad de Nueva York.Las cuatro temporadas se transmitieron por Sky Atlantic en el Reino Unido. 
HBO lanzó la primera temporada en DVD el 6 de agosto de 2018, que incluía características especiales;  un lanzamiento en Blu-ray estuvo disponible el 6 de noviembre del mismo año.  Las temporadas posteriores se lanzaron únicamente en DVD; temporada 2 el 15 de septiembre de 2020,  temporada 3 el 17 de mayo de 2022,  y temporada 4 y la serie completa el 12 de septiembre de 2023.

## Recepción

### Audiencia
El episodio de estreno de la serie atrajo a 582.000 espectadores en vivo, frente a los 1,39 millones de espectadores que vieron su introducción, Westworld.  El final de la temporada 2 atrajo a 1,1 millones de espectadores en todas las plataformas de visualización.  La temporada 3 se estrenó ante 1,4 millones de espectadores en varias plataformas y terminó con 1,7 millones de espectadores en todas las plataformas de visualización, un récord para el programa.  El final de la serie atrajo a 2,9 millones de espectadores, lo que lo convierte en el episodio más visto del programa. Este fue un aumento del 68% con respecto a los 1,7 millones de espectadores del final de la tercera temporada. 

### Recepción crítica
La serie ha recibido una puntuación media del 95% en Rotten Tomatoes y una puntuación de 85 en Metacritic.  En 2021, BBC Culture encuestó a 206 "críticos, periodistas, académicos y figuras de la industria" de todo el mundo para compilar las 100 mejores series de televisión del siglo XXI; Succession ocupó el puesto 10.  En 2022, Rolling Stone clasificó el programa en el puesto 11 en su lista de los 100 mejores programas de televisión.  En 2023, Variety clasificó a Succession en el puesto 13 en su propia lista de los 100 mejores programas de televisión de todos los tiempos.  La serie a menudo ha establecido paralelismos con las obras de William Shakespeare,  particularmente El rey Lear. 
La primera temporada recibió críticas positivas de la crítica. En el sitio web de agregación de reseñas Rotten Tomatoes, la temporada tiene un índice de aprobación del 89% con una calificación promedio de 7,9/10, basada en 89 reseñas. El consenso crítico del sitio web dice: "Salpicando su patetismo con ingenio ácido, Succession es una comedia divina de poder y disfunción absolutos, que cobra vida vívida gracias a un conjunto feroz".  Metacritic, que utiliza un promedio ponderado, asignó a la temporada una puntuación de 70 sobre 100 basándose en 29 críticas, lo que indica "críticas generalmente favorables".
La segunda temporada recibió elogios generalizados de la crítica. En Rotten Tomatoes, la temporada tiene una calificación del 97% con una calificación promedio de 8,9/10, basada en 238 reseñas. El consenso crítico del sitio web dice: "Sucession regresa en una forma oscuramente divertida, con una escritura aguda, actuaciones excepcionales y un nuevo nivel sorprendente de simpatía por algunos de los personajes menos agradables de la televisión".  En Metacritic, la temporada tiene una puntuación promedio ponderada de 89 sobre 100, basada en 19 críticas, lo que indica "aclamación universal".
La tercera temporada recibió elogios de la crítica. En Rotten Tomatoes, la temporada tiene un índice de aprobación del 97% con una calificación promedio de 9,3/10, basada en 146 reseñas. El consenso crítico del sitio web dice: "Los fanáticos que ya compran lo que vende Succession se sorprenderán gratamente al encontrar su tercera temporada en forma crepitante, incluso si de vez en cuando se vuelve demasiado real".  En Metacritic, la temporada tiene una puntuación promedio ponderada de 92 sobre 100, basada en 31 críticas, lo que indica "aclamación universal".
La cuarta y última temporada ha sido recibida con grandes elogios de la crítica. En Rotten Tomatoes, la temporada tiene un índice de aprobación del 97% con una calificación promedio de 9,2/10, basada en 324 reseñas. El consenso crítico del sitio web dice: "Tan compulsivamente visible como siempre, la última temporada de Succession concluye la saga de la difamadora familia Roy con una nota alta típicamente brillante y coloridamente profana".  En Metacritic, la temporada recibió una puntuación promedio ponderada de 92 sobre 100, basada en 31 críticas, lo que indica "aclamación universal". 

### Reconocimientos
Succession ha recibido numerosos premios y nominaciones en varias ceremonias de premios de televisión. Ha recibido 75 nominaciones a los premios Primetime Emmy, de los cuales 19 han sido ganadores.  Su primera temporada recibió cinco nominaciones en la 71.ª edición de los premios Primetime Emmy, incluyendo la de Mejor serie dramática, con Jesse Armstrong ganando el premio a Mejor guion de una serie dramática.En los premios Emmy de 2020, obtuvo 18 nominaciones, ganando en mejor serie dramática, mejor actor principal (Strong), mejor dirección en serie dramática y mejor guion.  La temporada rompió el récord de la mayor cantidad de nominaciones a la mejor actuación en un solo año, con 14.En los premios Emmy de 2022, nuevamente ganó mejor serie dramática, mejor guion y se sumó el premio a mejor actor de reparto (Macfadyen); la serie también recibió tres nominaciones a la Mejor Dirección para una Serie Dramática.La última temporada en los Emmy de 2023 obtuvo los premios a mejor serie dramática, mejor actor principal (Culkin), mejor actriz (Snook), mejor actor de reparto (Macfadyen), mejor guion y mejor dirección (ambos por "Connor's Wedding").